# Bohdan Tomaszewski

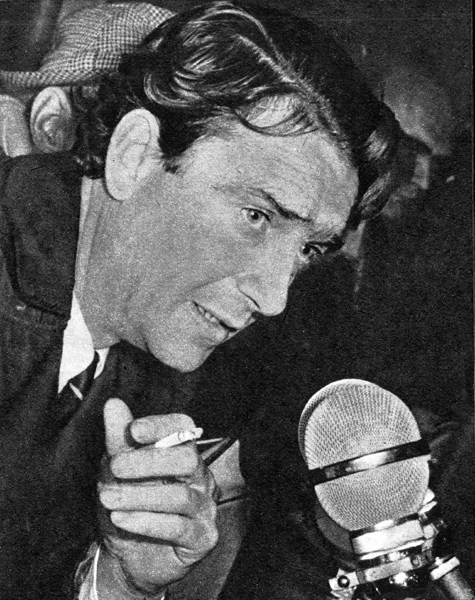
Bohdan Tomaszewski (1965)

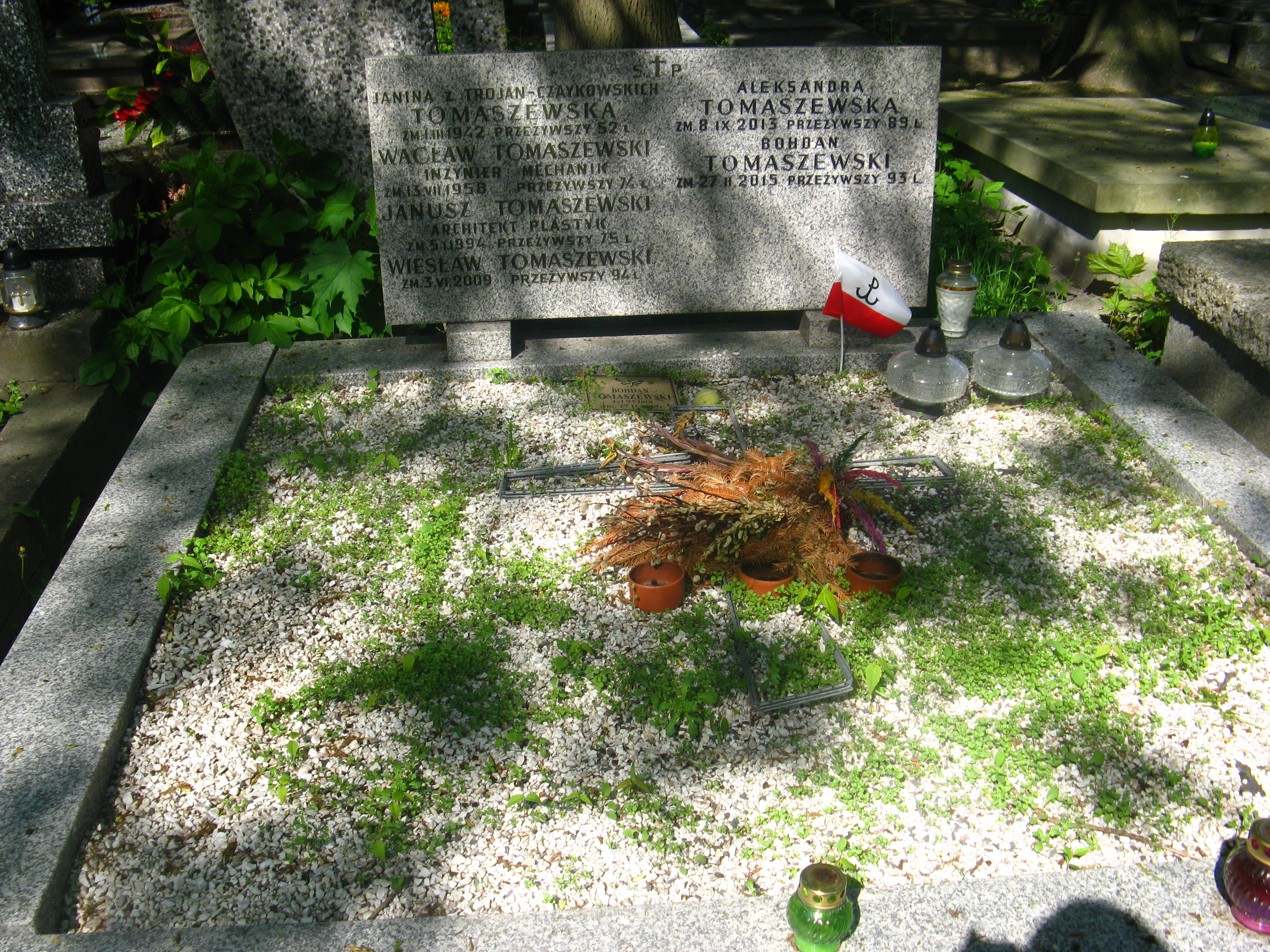
Grobowiec Tomaszewskich na warszawskim cmentarzu Powązkowskim

Bohdan Wacław Krzysztof Tomaszewski (ur. 10 sierpnia 1921 w Warszawie, zm. 27 lutego 2015 tamże) – polski dziennikarz, komentator sportowy, tenisista (przedwojenny mistrz Polski juniorów), autor książek i scenariuszy filmowych. Uznawany za legendę i symbol polskiego dziennikarstwa sportowego.

## Życiorys
Był synem Wacława, inżyniera sanitarnego, i Janiny z Czaykowskich; miał dwóch starszych braci: Wiesława i Janusza. Pobierał nauki w warszawskich gimnazjach: państwowym im. Stanisława Staszica i prywatnym im. Jana Zamoyskiego, a podczas okupacji niemieckiej na tajnych kompletach. Jako młody chłopak zaczął wyczynowo grać w tenisa, zdobywając tytuł mistrza i wicemistrza Polski juniorów.
W czasie okupacji handlował mydłem i dorabiał jako rikszarz. W latach 1941–1944 uczęszczał na zajęcia Tajnej Szkoły Głównej Handlowej im. Edwarda Lipińskiego. Zaprzysiężony jako żołnierz ZWZ-AK ps. „Mały”, wziął udział w powstaniu warszawskim (brak informacji o przydziale; według własnych relacji, należał do zgrupowania „Kuba” na Starówce, ale nie miał broni). Po kapitulacji powstania trafił do obozu w Ożarowie.
Po wojnie pracował w sopockim Grand Hotelu. W 1946 rozpoczął pracę dziennikarską w „Kurierze Szczecińskim”. W tym czasie kontynuował karierę sportową w SKT Szczecin (1945–1948). W 1948 rozpoczął pracę jako dziennikarz sportowy w „Expressie Wieczornym”. W 1955 został sprawozdawcą radiowym w Redakcji Sportowej Polskiego Radia, a w 1961 sprawozdawcą telewizyjnym. W latach 1956–1980 komentował m.in. 12 igrzysk olimpijskich letnich i zimowych.
Z zachowanych dokumentów Służby Bezpieczeństwa wynika, że w 1954 miał być pozyskany do współpracy z Departamentem III Ministerstwa Bezpieczeństwa Publicznego jako tajny współpracownik ps. „Guzikowski”, w 1957 przekazany został na kontakt Departamentowi II MSW.
W czasie stanu wojennego Bohdan Tomaszewski odmówił współpracy z Polskim Radiem. Powrócił na antenę w 1989. Był co poniedziałek gościem Kroniki sportowej w Pierwszym Programie Polskiego Radia.
Bohdan Tomaszewski w pracy radiowego sprawozdawcy odwołując się do intelektualnych refleksji stworzył nowy styl, który stanowił przeciwieństwo dla płytkich przeżyć stymulowanych tanimi, emocjonalno-rozrywkowymi aspektami widowiska sportowego.
Był członkiem Stowarzyszenia Pisarzy Polskich oraz Stowarzyszenia Pracowników, Współpracowników i Przyjaciół Rozgłośni Polskiej Radia Wolna Europa Imienia Jana Nowaka-Jeziorańskiego.
12 września 2014, w uznaniu zasług dla regionu, kortowi centralnemu kompleksu przy al. Wojska Polskiego 127 w Szczecinie nadano imię Bohdana Tomaszewskiego.
Pogrzeb Bohdana Tomaszewskiego odbył się 6 marca 2015. Został pochowany na cmentarzu Powązkowskim (kwatera 146-5-9,10).

## Życie prywatne
Był trzykrotnie żonaty. Miał dwóch synów: z Zofią z Leszczyńskich secundo voto Minkiewicz (1924–2014) – Krzysztofa, a z Ewą ze Słupnickich (1920–2015) – Tomasza. Poprzez drugą żonę był spokrewniony z szermierzem i dwukrotnym złotym medalistą olimpijskim, Witoldem Woydą (1939–2008). Od 1967 jego żoną była Izabella Sierakowska. Był mieszkańcem osiedla Stawki.

## Publikacje
- 1957: Halo, halo! Tu mikrofony Polskiego Radia w Melbourne
- 1961: Milczące stadiony
- 1962: Kariera z kolcami
- 1964: Spotkanie ze sportem
- 1965: Rok olimpijski
- 1968: Romantyczne mecze
- 1968: Samotność w peletonie (współautorem był Jerzy Suszko)
- 1971: Do ostatniego tchu
- 1974: Listy oldboya, czyli olimpijskie Somosierry
- 1976: Proszę o klucz
- 1978: Wimbledon
- 1979: Łączymy się ze stadionem
- 1980: Dziesięć moich olimpiad
- 1985: Romantyczne mecze
- 1990: Pożegnalna defilada
- 1992: Przeżyjmy to jeszcze raz

## Film
Jest autorem scenariuszy do filmów: Zaczarowany rower, Bokser i Czekam w Monte-Carlo.
Wystąpił też w kilku polskich filmach, gdzie najczęściej grał samego siebie. Były to:
- 1960 – Mąż swojej żony
- 1965 – Wojna domowa
- 1966 – Bokser
- 1970 – Krajobraz po bitwie
- 1971 – Motodrama
- 1977 – Prawo Archimedesa
- 2000 – Minio
- 2002 – Wunderteam. Cudowne lata
- 2011 – W biegu za życiem

## Odznaczenia i nagrody
- Krzyż Komandorski Orderu Odrodzenia Polski (2005) – w uznaniu wybitnych zasług dla dziennikarstwa sportowego, za działalność publicystyczną[23]
- Brązowy Krzyż Zasługi (1952) – za zasługi w pracy zawodowej[24]
- Medal ZAiKS-u (2009)[25]

Nagrody i wyróżnienia
- Dziennikarski Laur Stowarzyszenia Dziennikarzy Polskich (16 grudnia 2006) – za niedościgniony wzór dziennikarskiego profesjonalizmu
- Złoty Mikrofon (1972) – za indywidualność sprawozdawcy i reportera sportowego[26].
- Nagroda im. Witolda Hulewicza[27]

## Upamiętnienie
W 2015 pośmiertnie ustanowiono nagrodę im. Bohdana Tomaszewskiego dla dziennikarzy sportowych. Pierwszym laureatem został Stefan Szczepłek. 25 czerwca 2016 w Alei Gwiazd Sportu we Władysławowie odsłonięto gwiazdę Bohdana Tomaszewskiego.